# Fort Winiary
Fort Winiary (nazywany potocznie Cytadelą) – centralny fort w strukturze poligonalnych umocnień Twierdzy Poznań (niem. Festung Posen) położony na Wzgórzu Winiarskim w Poznaniu. Był największym fortem artyleryjskim w Europie. W 2008 uznany został przez prezydenta RP, w ramach historycznego zespołu miasta Poznania, jako pomnik historii.

## Historia

### Budowa
Pierwsze prace przy budowie fortu rozpoczęto 23 czerwca 1828 roku. Projekt fortu sporządził Johann Leopold Ludwig Brese, zatwierdzono go 21 lutego 1829 roku. W maju i czerwcu 1830 przeniesiono na północ dwie wsie Winiary oraz zlikwidowano folwark Bonin. 29 czerwca 1834 2. batalion 18. Pułku Piechoty obsadził nie wykończony jeszcze fort, zaś w październiku i grudniu Kernwerk został obsadzony przez dwa bataliony 6. Pułku Piechoty. Do 1839 roku były już ukończone skarpy, a do 1842 zbudowano przeciwskarpy. Tym samym budowa fortu została zakończona.

### Modernizacje
Modernizacje przechodziły dwie prochownie wojenne (Kriegs-Pulver-Magazin) zbudowane w 1838, następnie przebudowywane w 1869, 1873, 1888. W 1882 roku na narożnikach rawelinów II i III zbudowano stanowiska dla dział 21mm (Mantel-Rohr). Na początku XX w. postawiono budynek radiostacji oraz trzy maszty antenowe. W tym samym okresie powstał betonowy schron sanitarny w rejonie Reduty III.

### Lata 1918–1939[2]
W roku 1918 załogę Cytadeli stanowiło około 800 ludzi. Polaków było około 50. Jednym z nich był dowódca stacji radiowej sierżant Stanisław Jóźwiak, który był jednocześnie członkiem Polskiej Organizacji Wojskowej zaboru pruskiego. Z jego inicjatywy w miejsce zdemobilizowanych żołnierzy niemieckich udało się do obsługi radiostacji wprowadzić Polaków. Od tego momentu Polacy kontrolowali wymianę informacji między Poznaniem a Berlinem. W dniu wybuchu powstania wielkopolskiego do Komisji Rozjemczej w Spa został wysłany pierwszy polski radiogram o sytuacji w Poznaniu. Powstańcy pragnęli jak najszybciej opanować Cytadelę. Dowództwo niemieckie chcąc wzmocnić załogę przygotowywało demobilizację żołnierzy polskiego pochodzenia, jednak nie zdążyło tego zrobić. 29 grudnia do koszar wprowadzono kompanię powstańczą i zmuszono niemiecką załogę do kapitulacji. Na terenie Cytadeli utworzono I Batalion Telegrafistów Wielkopolskich. W kwietniu 1919 roku rozpoczęto formowanie II Batalionu Telegrafistów Wielkopolskich. Jesienią 1919 roku w wyniku połączenia Wojsk Wielkopolskich z wojskiem krajowym, na bazie istniejących dwóch batalionów, utworzono dodatkowo 7. Batalion Telegraficzny i 2. Batalion Radiotelegraficzny. Na terenie Cytadeli, oprócz łącznościowców stacjonowały również okresowo takie jednostki jak dywizjon zapasowy samochodów pancernych, batalion kolejowy. szwadron zapasowy 17. Pułku Ułanów. W 1921 roku radiostację udostępniono Ministerstwu Poczt i Telegrafów, oraz poznańskiej stacji Polskiego Radia. Od 1934 roku zainstalowano aparaturę o mocy 16 kW a w 1938 roku o mocy 50 kW. Na terenie 7. Batalionu Telegraficznego odbywały się kursy kryptograficzne dla studentów matematyki Uniwersytetu Poznańskiego. W sierpniu 1939 roku ogłoszono mobilizację alarmową dla wojsk łączności. 7. Batalion Telegraficzny zmobilizował oddziały łączności na potrzeby Armii „Poznań” i Armii „Pomorze”.

### Fort w okresie II wojny światowej
Cytadela stanowiła ostatni punkt oporu Niemców i została zdobyta 23 lutego 1945 roku – w 27. rocznicę utworzenia Armii Czerwonej. Fortyfikacje zostały częściowo zburzone w trakcie zdobywania miasta. Najbardziej ucierpiała redita koszarowa, pozostałe elementy fortu doznały tylko lekkich uszkodzeń.

### Lata powojenne

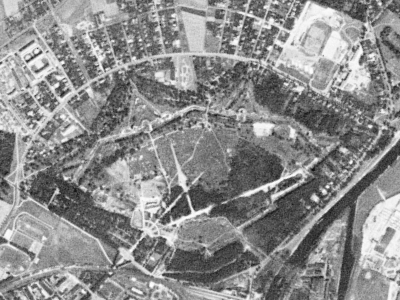
Fort Winiary sfotografowany przez amerykańskiego satelitę wywiadowczego, 23 sierpnia 1965

Na stokach Cytadeli miała miejsce ostatnia w historii Polski publiczna egzekucja. W dniu 21 lipca 1946 roku powieszono tutaj z wyroku Najwyższego Trybunału Narodowego, niemieckiego zbrodniarza, gauleitera Kraju Warty (niem. Reichsgau Wartheland; Warthegau) Artura Greisera.
W kolejnych latach fort systematycznie rozbierano. W latach 1963–1970 Cytadela została oczyszczona z ruin budowli obronnych i przekształcona w Park-Pomnik Braterstwa Broni i Przyjaźni Polsko-Radzieckiej (obecnie Park Cytadela). Budowa parku doprowadziła do niemalże całkowitej rozbiórki fortu, a pozyskaną cegłę użyto do odbudowy zrujnowanej Warszawy i Poznania.